# Walter Liska
Walter Liska (* 11. Dezember 1899 in Berlin; † 15. Februar 1949 in Lublin) war ein deutscher Polizeibeamter und SS-Führer.

## Leben
Nach dem Schulbesuch und einer Ausbildung zum Diplomkaufmann trat Liska 1925 als Kriminalkommissaranwärter in den Polizeidienst ein. 1927 wurde er zum Kriminalkommissar ernannt. 1930 wurde er zur Landeskriminalpolizeistelle Köslin und 1931 zum Kriminal- und Grenzkommissariat Lauenburg versetzt.
Liska trat zum 1. April 1933 in die NSDAP ein (Mitgliedsnummer 1.824.896). Im November 1934 wurde er zum Leiter der Außendienststelle bei der Staatspolizeistelle Köslin ernannt, von wo er am 1. Januar 1935 als Leiter der dortigen Abwehrabteilung zur Staatspolizeistelle Stettin versetzt wurde. Später im selben Jahr wurde er ins Geheime Staatspolizeiamt (Gestapa) in Berlin versetzt, wo er in der Abwehr-Abteilung die Bearbeitung der Länder Italien, Ungarn und Jugoslawien übernahm. 1936 trat Liska in die SS (SS-Nummer 290.299) ein.
1939 erhielt Liska, der seit 1938 im Rang eines Kriminalrates stand, im Reichssicherheitshauptamt (RSHA) die Leitung des Referates Abwehr Süd. Er trat dieses Referats allerdings niemals an, da er mit Beginn des Zweiten Weltkriegs in Polen zum Einsatz kam: Dort war er zunächst beim KdS Krakau tätig. Im Dezember 1941 wurde Liska schließlich zum Leiter IV (Gestapo) beim KdS Lublin ernannt, womit ihm die gesamte Gestapo-Aktivität in diesem Distrikt unterstand. In der SS wurde er am 30. Januar 1943 zum SS-Sturmbannführer befördert, während er im Polizeidienst seit 1941 den Rang eines Kriminaldirektors innehatte.
Ab 1944 fungierte Liska als Leiter der Außenstelle Osnabrück der Staatspolizeileitstelle Bremen. Die letzten Kriegsmonate verbrachte er beim Armeeoberkommando einer SS-Panzereinheit.
Bei Kriegsende geriet Liska in alliierte Gefangenschaft. Nach seiner Auslieferung 1946 an Polen wurde er am 20. August 1948 in Lublin zum Tode verurteilt und am 15. Februar 1949 durch Hängen hingerichtet.